# Parishia maingayi
Parishia maingayi är en sumakväxtart som beskrevs av Joseph Dalton Hooker. Parishia maingayi ingår i släktet Parishia och familjen sumakväxter. Utöver nominatformen finns också underarten P. m. minor.